# Шева (мифология)
Ше́ва — мифологическое воплощение порчи у народов коми в виде различных животных и предметов (ящерицы, жука, мышонка, птички, червячка, личинки, волоса, узла из ниток и другое). Иногда считалось, что Шеву можно наблюдать в виде маленького человечка, у которого есть имя, он умеет говорить и отвечает на вопросы во время гадания. В Ижмо-Печорском крае шеву называют «лишинкой», на Удоре — «икотка». Те, в кого вселяется Шева, начинают непроизвольно издавать звук «эя».

## Этимология названия
Название происходит от прапермского *šöṷu «нечто с голосом, звуком, сообщением». У коми-зырян 'shy' — «звук», 'shyavny' — «звучать, издавать звуки, говорить, подавать голос». Действительно, способность Шевы заключается в артикуляции пронзительных, громких звуков, которые предвещают будущее.
Лыткин Г. С. делит это слово пополам: «shy» + «va», что означает «звук» и «вода», то есть «звук воды».

## Шева как болезнь
Шева представляет собой фольклорно выраженный вид истерии в медицине. Кликуши и сомнамбулы заболевают им гораздо чаще. Можно говорить, что сомнамбулизм подкреплялся у коми тяжёлыми бытовыми условиями и народными суевериями, что и послужило замещением объективной симптоматики мифологическим персонажем Шева .
При её припадке больные обычно сильно кричат с широко раскрытыми глазами, руки хаотично движутся. Налицо бывает функциональное расстройство, повышенная чувствительность и раздражительность. Заражённые шевой обычно жалуются на боли головы, сердца, вялость состояния.

## Внешний вид Шевы

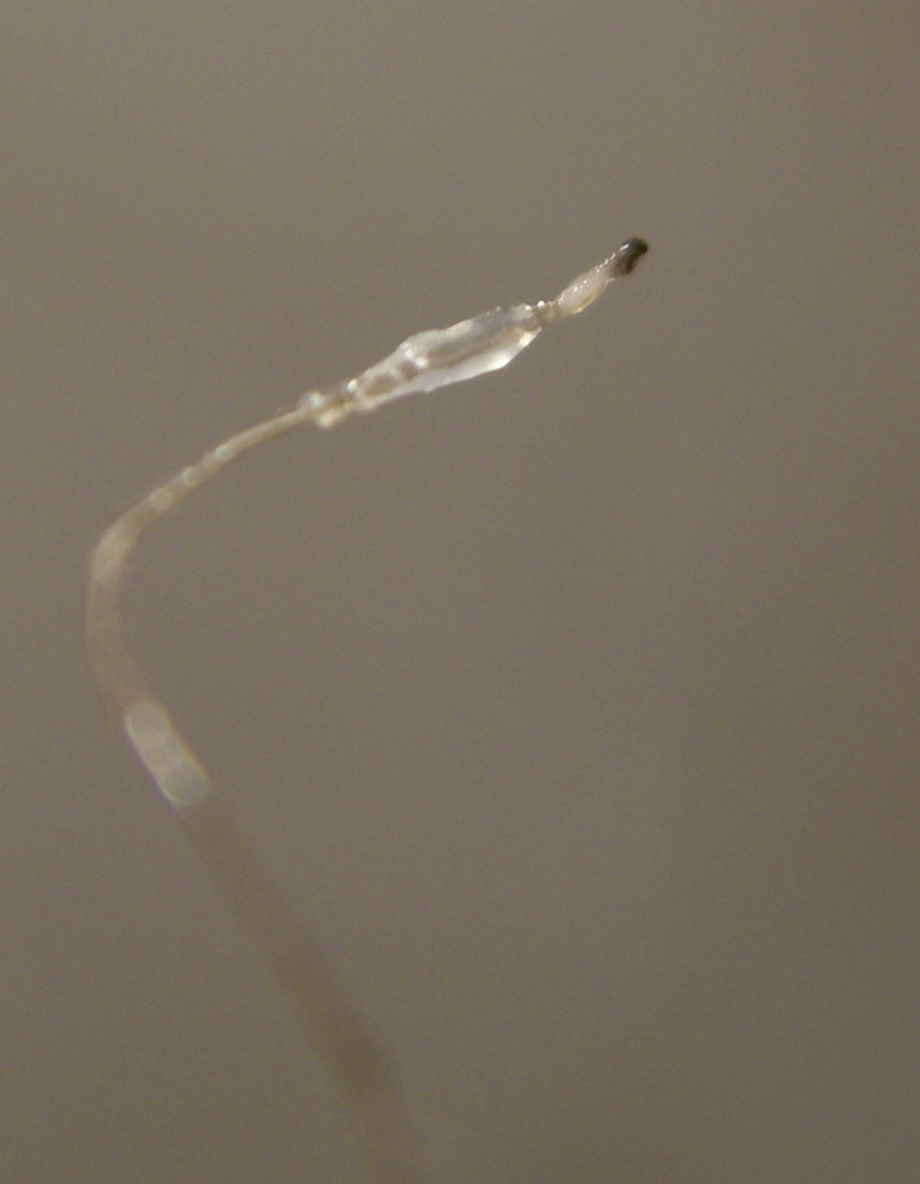
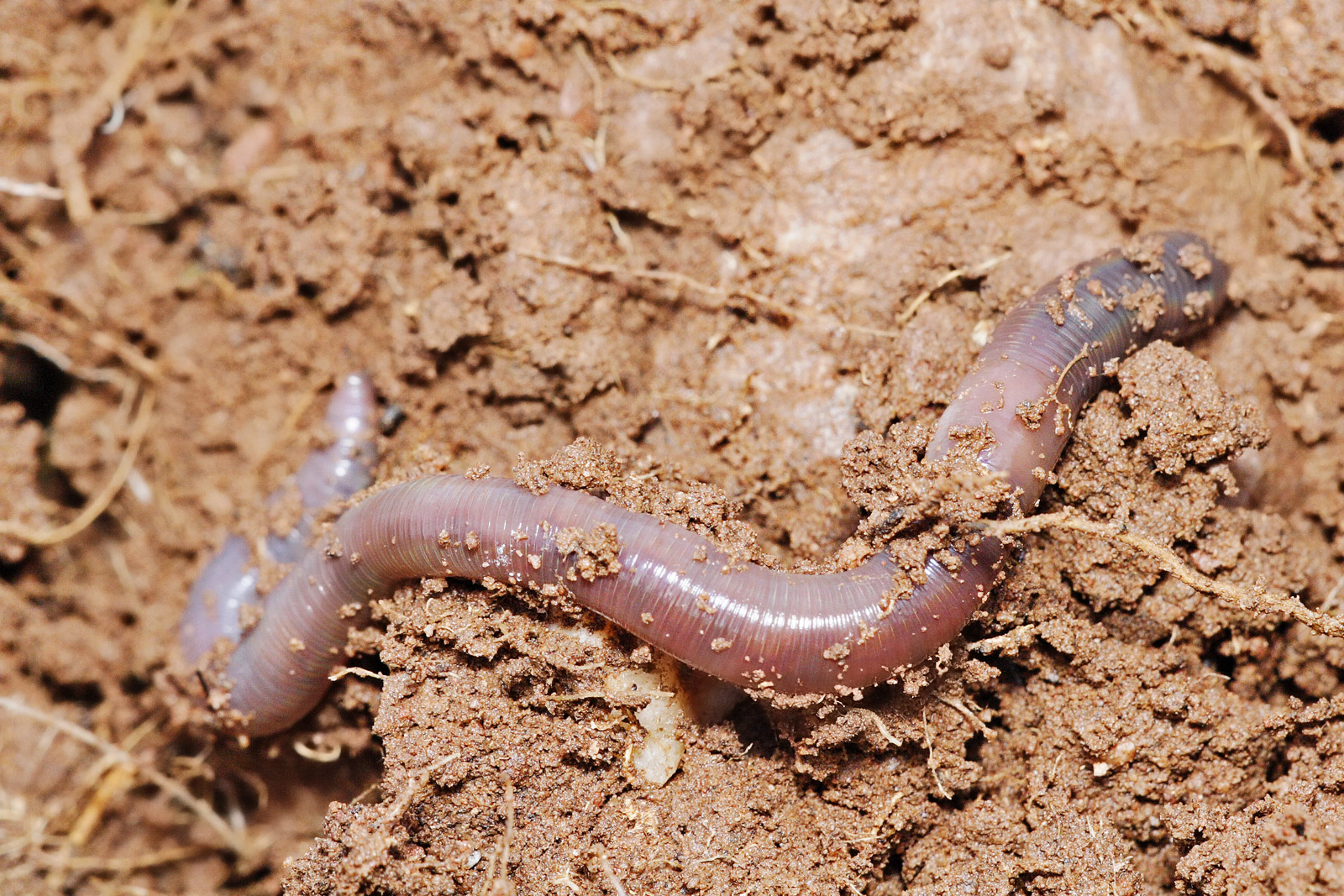
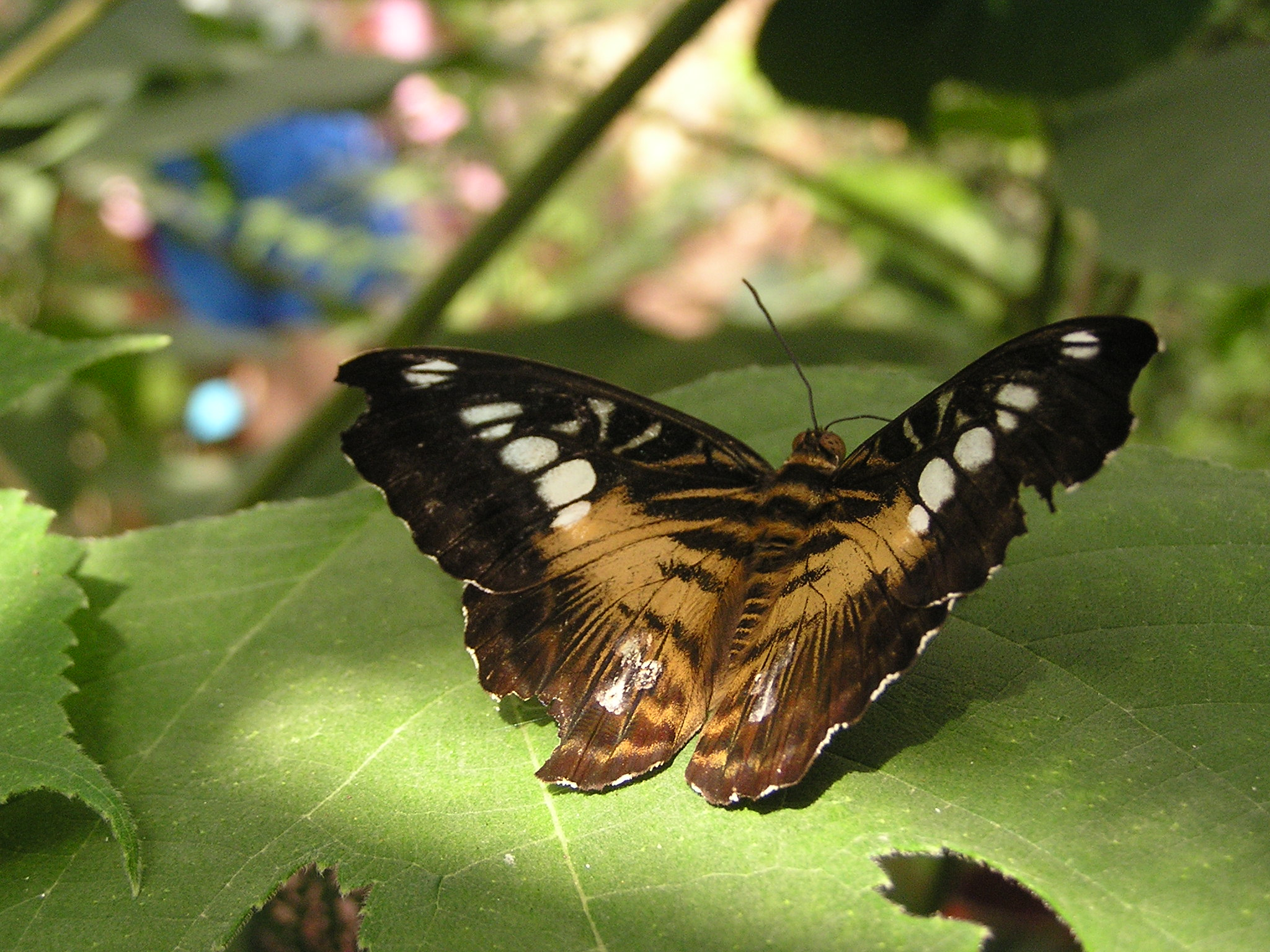
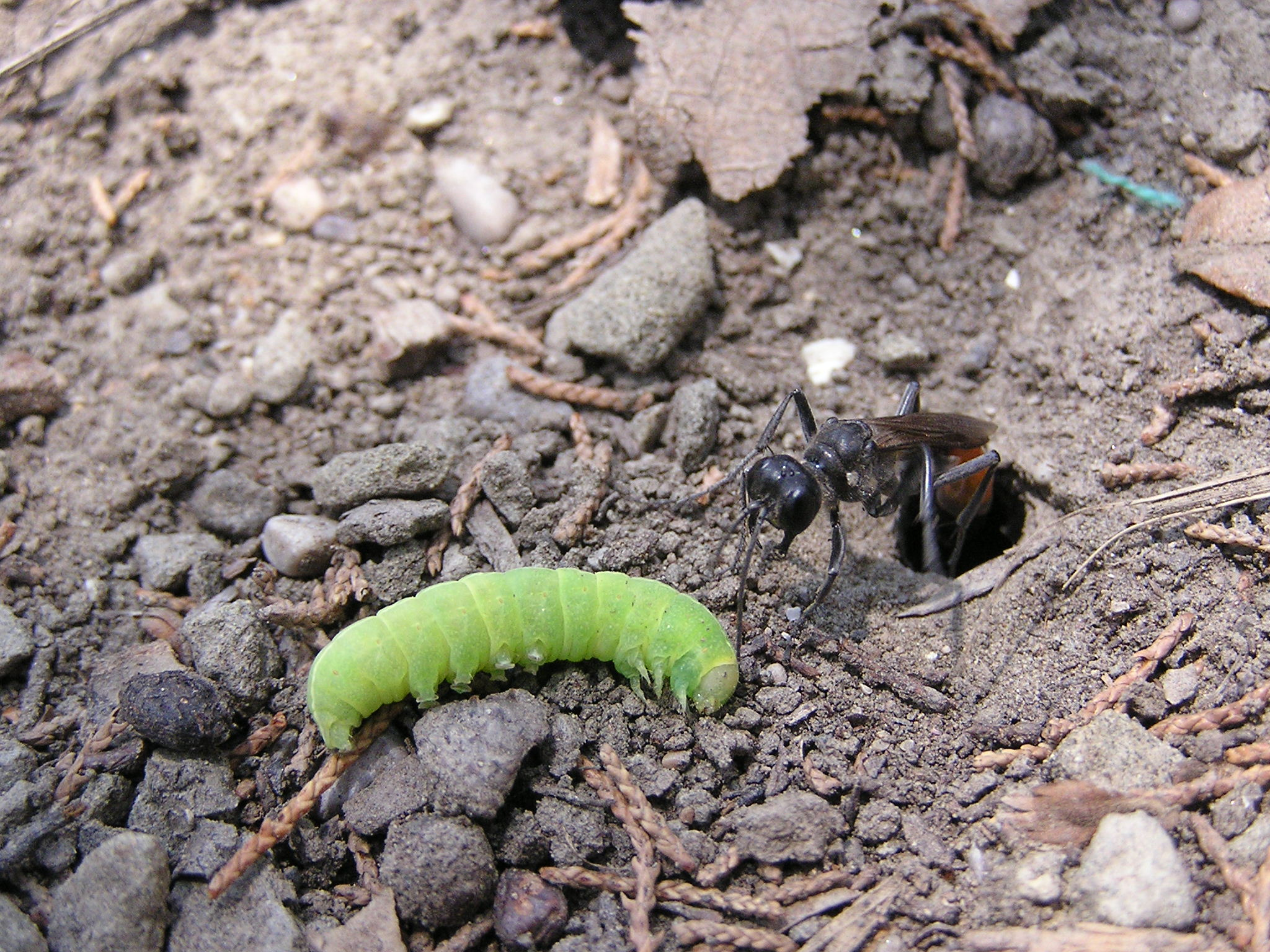

Шева представляет собою, по повериям коми, существо материальное. Чтобы попасть внутрь человеческого организма, она принимает форму волосинки, червяка, бабочки, нитки, насекомого с крыльями и жалом или просто соринки. Если коми замечали соринку или волосинку у рта, попавшую вместе с пищей, они обязательно предупреждали об этом друг друга и помогали вытащить её оттуда. Увидев соринку, волос в тарелке, почувствовав его на языке, следовало сказать: «Тьфу, Шева заходит!» Хлеб перед употреблением рекомендовалось обдуть и перекрестить. На улице не брали в рот хлеба, тщательно не осмотрев его и не сдунув приставших к нему волосинок. Ни один коми не начинал пить, не дунув на напиток, тем самым нейтрализуя шеву.
Шева, поселяясь в организме в виде какого-нибудь малозаметного существа, начинает там расти. У пермских коми считают, что она может дорасти до величины сапожной колодки. По мнению коми-ижемцев, она имеет вид чёрной кошки.

## Владельцы Шевы
Хозяевами Шевы считались особого рода колдуны, являющимися в большей мере злыми, которые получали её с посвящением в тёмные искусства, либо изготавливали её сами. Нередко бывало, что раздающий шеву одним людям колдун лечил в то же время других, или же больные, подозревающие данного знахаря в порче, приходили к нему приуменьшить её буйство. В этом случае колдун парит больного в бане. Чаще же шеву насылает женщина-колдунья (знахарка), чем мужчина. В том случае, если колдунья не до конца раздала Шев, она обязана расплачиваться своим организмом, кормить их как грудничков.
Кроме того, Шевы требуют для себя работы. Поэтому колдун высыпает на пол по четыре пуда ржи, чтобы Шевы собрали её до первого кукареканья по зёрнышку. Из-за хлопотности этого дела колдун старается сбыть свои Шевы, посылая их по тому или иному адресу, особенно в праздничные дни, когда люди теряют бдительность и встречаются в общественных местах. Тогда колдуны кладут своих Шев во всё съедобное.

## Изготовление и хранение Шевы
Шева изготавливалась из сердцевины веточки черёмухи, пепла, сора, жил ящерицы, а также из сосновой иглы от печной метлы. Хранилась Шева в чумане — специальном коробе, от которого в дальнейшем зависела жизнь колдуна. В нём колдуны выращивали насекомых и ящериц. Колдуна можно было убить, бросив чуман в огонь. Колдуны пытались тайно раздать Шеву тем, кто нарушает правила и нормы поведения: ругается, не молится и не крестится перед едой, не умывается утром, злословит.

## Передача Шевы
Шева передаётся с лакомствами, с хлебом, вином и пивом, в виде волосинки или червячка. Также думают, что часть ящерицы сушится колдунами, далее размельчается и в виде порошка подсыпается к еде. В других случаях Шева расставляется на перекрёстках дорог. Если Шева предназначена для кого-либо конкретно, то она кладётся в те места, которые им чаще всего посещаются. Причём выбираются места тесные, неудобные, чтобы человек там обязательно выругался. Это могут быть: ухабы, незаметные пни, обрывы, пороги, лестницы. Тут Шева при произнесении ругательного слова автоматически входит в человека.
Количество Шев так много, что коми сравнивали их с количеством комаров на улице.
Шева, предназначенная кому-нибудь, вынуждена ждать своего времени, потому что менять своего местоположения она не может. В человека Шева может попасть только при тесном контакте и только тогда, когда у человека открыт рот.
Пермские коми верили, что Шева может переходить от человека к человеку во время сна.
Бывает, что Шева должна была найти человека за сотни вёрст. Тогда они прикреплялись к повозкам и достигали соответствующего места, а затем терпеливо выжидали адресата. Иногда, не дождавшись свою жертву, Шева забиралась в другого. Шеву могли получить женщины, мужчины и даже дети. Тогда считается, что дети страдают по вине родителей.

## Шева и её влияние на здоровье в мифологии
Шева, попавшая в организм человека, начинала себя вести крайне буйно, очень любила покушать. По своему желанию она перемещается по организму человека, поселяясь в животе, иногда поднималась к глазам или подкатывала к сердцу. Чаще всего Шева поселяется на диафрагме. Сердечные боли с позывами на рвоту приписывались исключительно Шеве. Когда Шева бросалась в голову, считалось, что возникает головная боль. Также Шева подкатывала к горлу, вызывая смертельный исход. Чтобы предотвратить это, женщины перевязывали шею шёлковой или волосяной ниткой.
Вселением Шевы объяснялись многие хронические заболевания. Шева очень любила глаза, с удовольствием «грызла» мягкие и вкусные ткани организма. Однако ключевым признаком попадания Шевы в организм человека считались припадки эпилептического характера. Нередко в приступе несчастный «говорил от лица Шевы», «пророчил» будущее конкретного человека. Способности Шевы к чревовещанию использовались во время войны: спрашивали о родных, врагах, о том, когда война закончится.
По мнению коми-зырян, у каждого должна быть своя миска для еды, иначе Шева может перейти от человека к человеку. Шева могла также перейти при совместной парилке в бане, поцелуе, прощании перед смертью. При контактах с животными и насекомыми стоило опасаться, по мнению удорцев, ящерицы, которая во время сна человека могла заползти в него. Всё же народ коми считал, что риск перехода Шевы гораздо больше у женщин, чем у мужчин, особенно у молодых девушек, беременных, рожениц и старых дев. В начале XX века у коми бытовало мнение, что редкая замужняя девушка не является носительницей Шевы, однако мужчины, заполучив её, скоропостижно умирают.
Считалось также, что человек мог стать фривольным под влиянием Шевы вплоть до смены сексуальной ориентации. Женщины начинали курить, пить, одеваться в мужской костюм, отказываться от выполнения женских работ. Человек мог начать осознавать себя птицей, кукарекал, прыгал на жердь, пытался петь их голосами.
Со смертью носителя обычно погибала и сама Шева. На Ижме считалось, что перед смертью больного Шева должна выскочить изо рта, поэтому ему при смерти клали кусочек ладана, чтобы помешать её выходу. Всё же распространённым мнением было, что пока Шева находится в организме больного, он не умрёт, а будет мучиться. Чтобы мучения оставили человека, он должен завещать свою Шеву тому, кто ему не нравится. Ещё до смерти человека Шева поселяется в его организме. Если же Шеву запирали в теле и оно умирало, то возникал риск её передачи обмывальщику .

## Успокоение, лечение и изгнание Шевы из организма
В случае, если Шева только что вселилась в организм, человек начинал икать. В этом случае её пытались напугать. После этого икота больше не обнаруживалась.
По мнению коми, иногда Шева выходила со рвотой. Самая сильная трава, вызывающая обильную рвоту, — белена, поили её отваром. Ещё поили табачной водой, олифой, костяным дёгтем. Мужчинам следовало пользоваться дёгтем из костей быка, а женщинам — из костей коровы. Шеву выживали даже мочой.
Существует много фольклорных сказаний, будто бы Шева выходила в виде шмеля, червячка из уха, птичьего яйца или пол-ящерицы с задней парой ног изо рта. Тогда следовало уничтожить Шеву. Единственный способ уничтожения Шевы — огонь. В печке они будто бы горят с сильным треском.
Так как Шева обычно представлялась коми в виде мелкого животного или насекомого, она, однако, не уязвима для ножа. Если её им ударить, она будто бы будет позвякивать.
Считалось, что если Шева всё же не выходила, то тогда она оставалась в теле человека навсегда. После того, как она обосновалась в организме, она покрывается шерстью и может даже говорить чужим голосом. Говорят не все Шевы. Некоторые Шевы бывают в безобидной форме, а бывают и буйные, «дур-Шевы». Считалось, что Шева, развившаяся от хвоста ящерицы, безобидна. Наоборот, наиболее буйной бывает та, которая получилась от головы ящерицы. Шева от головы ящерицы может заговорить. Если это произошло, будто бы меняется голос, он бывает отрывист, визглив.
Шева считалась вещей, поэтому в случае припадка окружающие досаждают больному с интересующими их вопросами. При этом обращаются не к человеку, а к вселившейся в него Шеве. Иногда она становилась слишком болтливой. При этом обязательно спрашивали, кто Шеве папенька или маменька.
Шевы говорят чаще у женщин, чем у мужчин. Считалось, что мужчины более горячи и порча в виде Шевы может привести к непредсказуемым последствиям. Если колдун всё же решался наслать сильную порчу на мужчину, то, по мнению коми, он тщательно перевязывал язык ящерицы конским волосом. Это делалось для того, чтобы Шева не смогла сказать, от какого колдуна она родом.
Говорящая Шева всегда, якобы, принимала вид маленького человека и называла себя по имени, иногда с отчеством.
Шева имела различную величину. От этого человек ощущал у себя под кожей то маленького мышонка, то маленькую птичку.
Чтобы остановить передвижение Шевы по организму, знахарь отмечал угольком сучок на стене и отмечал им же больное место на теле человека. При этом он произносил: «Пусть как сучок, так и Шева гниют на одном месте». Во время припадков больного накрывали шёлковым платком или сажали на него младенца. Считалось, что безгрешность младенца успокаивает Шеву.
Всё же считалось, что очень сильные знахари способны изгнать, уничтожить Шеву с помощью магических обрядов или специальных трав.
В более поздний христианский период отмечались взгляды, что изгнать Шеву можно в церкви. Носительницы Шевы отстаивали службу в белом холщовом сарафане и чулках, как для покойниц.

## Современные представления
И сейчас можно найти верования в Шеву в таёжных сёлах и деревнях. Этнографы и краеведы республики Коми и Пермского края записывают современные факты о неожиданном многоголосье во время припадка. Во время него женщина говорила то детским дискантом, то мужским басом, нередко голоса спорили между собой. До приступа в доме раздавались тяжёлые шаги, слышался шёпот.
С мотивами кормления Шевы связана ещё одна запись очевидца, согласно которой во время мытья в бане она видела обнажённую по пояс женщину с насекомыми на груди размером с мизинец.

## В современном искусстве

### В кинематографе
- Образ икотки присутствует в российском мистическом телесериале «Территория» (2020 год), сюжет которого основан на представлениях коми-пермяцкой мифологии.